# Hans Plenk
Hans Plenk (Berchtesgaden, 21 febbraio 1938 – Schönau am Königssee, 10 settembre 2023) è stato uno slittinista tedesco occidentale.
Dopo la riunificazione della Germania (1990), acquisì la cittadinanza tedesca.

## Biografia
Gareggiò sia nel singolo che nel doppio, ottenendo quasi tutti i suoi migliori risultati nel singolo.
Prese parte a due edizioni dei Giochi olimpici invernali: ad Innsbruck 1964 vinse la medaglia di bronzo nel singolo ed a Grenoble 1968, dove ebbe l'onore di sfilare come portabandiera per la spedizione tedesca occidentale in occasione della cerimonia di apertura dei Giochi, giunse sesto nel singolo e quarto nel doppio in coppia con Bernhard Aschauer.
Ai campionati mondiali ottenne una medaglia d'oro, a Davos 1965, due d'argento ed una di bronzo nel singolo, nonché una di bronzo, a Garmisch-Partenkirchen 1960, nel doppio insieme a Horst Tiedge.
Si ritirò dalle competizioni dopo i Giochi di Grenoble 1968.

## Palmarès

### Olimpiadi
- 1 medaglia:
  - 1 bronzo (singolo a Innsbruck 1964).

### Mondiali
- 5 medaglie:
  - 1 oro (singolo a Davos 1965);
  - 2 argenti (singolo a Girenbad 1961; singolo ad Imst 1963);
  - 2 bronzi (singolo a Garmisch-Partenkirchen 1960; doppio a Garmisch-Partenkirchen 1960).